# Nepotianus
Flavius Iulius Popilius Nepotianus Constantinus (? - 30 juni 350) was een Romeins keizer van 3 tot 30 juni 350, in een opstand tegen de usurpator Magnentius.
Nepotianus was de zoon van Eutropia, een dochter van Constantius I Chlorus en Flavia Maximiana Theodora en dus halfzus van Constantijn de Grote, en haar echtgenoot Virius Nepotianus.
Na de moord op Constans I en de daaropvolgende troonsbestijging van Magnentius verklaarde Nepotianus zich met wat hulp van een troep gladiatoren tot keizer in Rome op 3 juni 350. Magnentius sloeg echter snel terug en Nepotianus maakte geen schijn van kans. Hij werd door Magnentius' generaals vermoord op 30 juni datzelfde jaar na slechts 28 dagen in opstand. Zijn hoofd werd op een speer gezet en rondgeparadeerd door Rome. Ook zijn moeder Eutropia werd vermoord.